# Maria Magdalenakerk (Fulkum)
De Maria Magdalenakerk (Maria-Magdalena-Kirche) is een luthers kerkgebouw in Fulkum, een plaats in de Oost-Friese gemeente Holtgast (Nedersaksen).

## Geschiedenis
Op de warft hebben vroeger ten minste drie houten kerkgebouwen gestaan. In de 12e eeuw werd voor de bouw van een eerste kerk de oostelijke helft van de huidige warft aangelegd. De eerste kerk die op deze 2,5 meter hoge zandheuvel werd gebouwd werd later door brand verwoest. Een volgende kerk werd eveneens van hout opgericht en viel net als het eerste kerkgebouw ten prooi aan de vlammen. Met de verhoging van de warft in de 12e eeuw werd ook een nieuwe houten kerk gebouwd.
In de tweede helft van de 13e eeuw werd de warft met name naar het westen toe aanzienlijk vergroot. Hierna werd op de heuvel het fundament van granieten blokken aangelegd voor de bouw van een eerste stenen kerk. De stenen kerk was 23 meter lang, circa 7 meter breed en 20 meter hoog. De muren van deze romaanse kerk hadden een sterkte van meer dan 3 meter. Aan de oostelijke kant sloot zich een halfronde, koorachtige afsluiting aan. Het kerkgebouw had in alle gevels rondboogramen en in de beide lengtemuren tevens een rondboogdeur en drie kleine spitsboogramen. In de loop der eeuwen verviel het gebouw steeds meer, zodat deze middeleeuwse kerk ten slotte in de 19e eeuw moest worden afgebroken. Alleen de vrijstaande klokkentoren uit de 15e eeuw bleef staan.
In 1862 werd de huidig Maria Magdalenakerk als eenschepige zaalkerk met, net als bij de middeleeuwse kerk, een ingesnoerde halfronde apsis gebouwd.

## Interieur

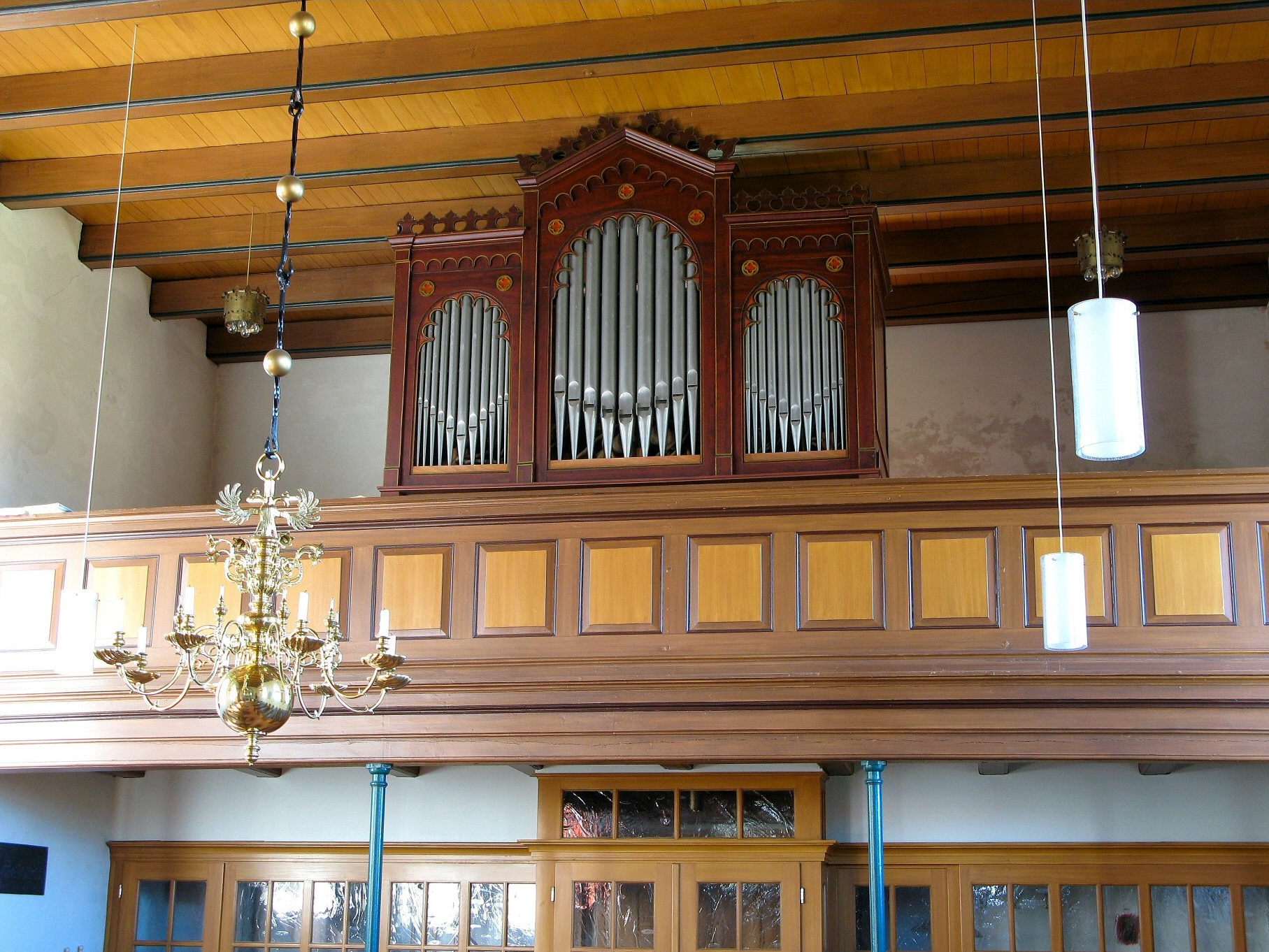
Orgel

Ondanks de jonge leeftijd van het kerkgebouw bevinden zich in de kerk toch enige oude kunstwerken. Daaronder wordt het oudste voorwerp in de kerk gerekend: het eenvoudige doopvont, dat uit de 12e eeuw uit graniet werd gehouwen en naar alle waarschijnlijkheid nog in een van de eerste houten kerken heeft gestaan. Het houten deksel van het doopvont is een werk uit het jaar 1636.
Het altaar toont een eenvoudig vormgegeven kruisbeeld. De beide kroonluchters stammen uit de jaren 1696 en 1996.
De uit Esens afkomstige orgelbouwer Arnold Rohlfs bouwde het kerkorgel in 1866. Het instrument onderging in 1969 grote veranderingen in de dispositie door de orgelbouwer Alfred Führer uit Wilhelmshaven. In 2011 bracht Martin ter Haseborg het instrument weer enigszins in de oude staat terug en werden een aantal veranderingen weer ongedaan gemaakt.